# Badia Calavena
Pour les articles homonymes, voir Badia (homonymie).
Badia Calavena est une commune italienne de la province de Vérone dans la région de la Vénétie en Italie.

## Administration
| Période                                  | Période | Identité | Étiquette | Qualité |
| ---------------------------------------- | ------- | -------- | --------- | ------- |
|                                          |         |          |           |         |
| Les données manquantes sont à compléter. |         |          |           |         |

### Frazione
Badia Calavena, Sprea, S.Andrea, S.Valentino e SS.Trinità

### Communes limitrophes
San Mauro di Saline, Selva di Progno, Tregnago, Velo Veronese, Vestenanova